# Waldemar Bałkowiec

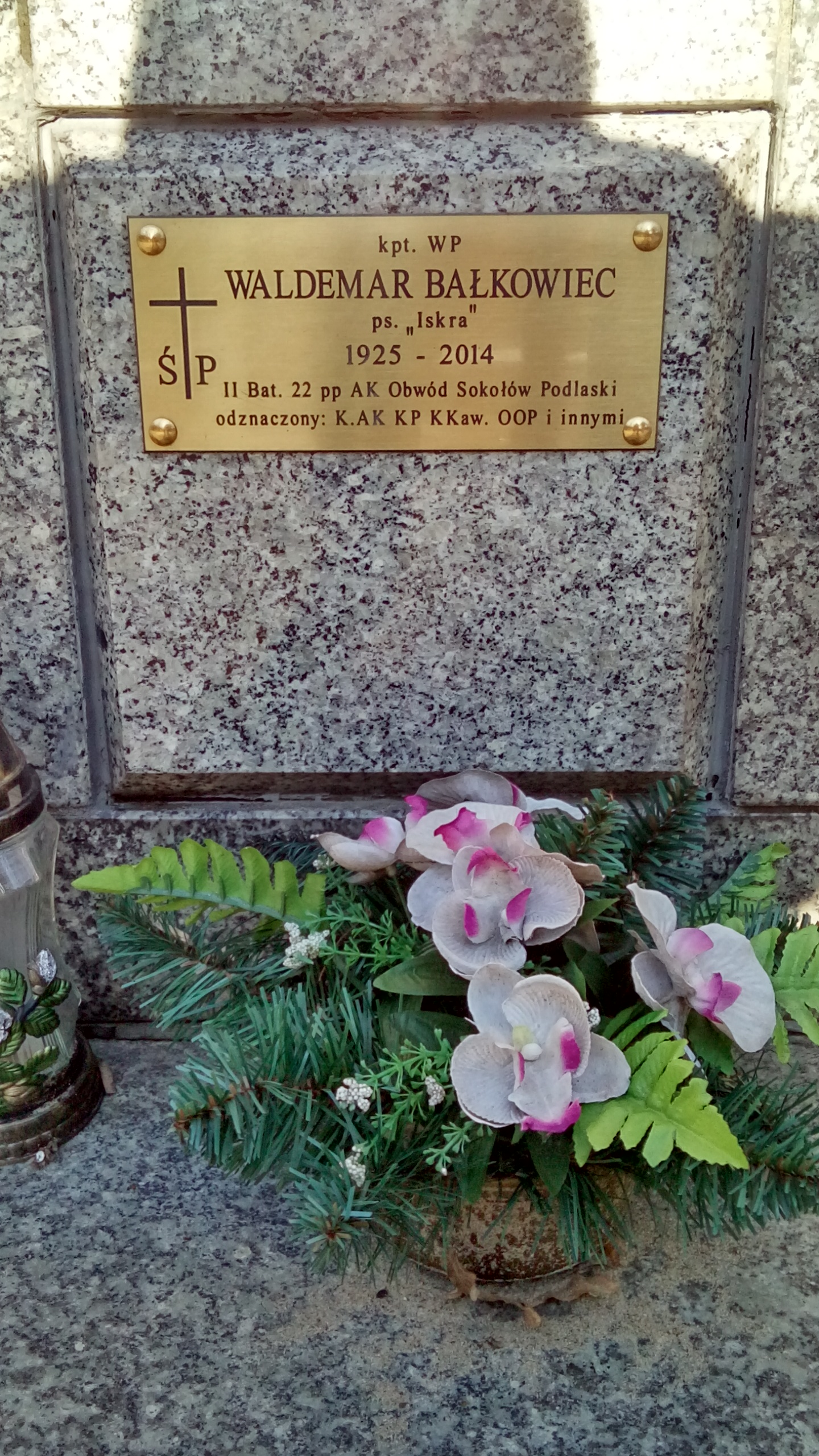
Grób Waldemara Bałkowca na Cmentarzu Wojskowym na Powązkach

Waldemar Bałkowiec ps. „Iskra” (ur. 17 kwietnia 1925 w Sokołowie Podlaskim, zm. 20 stycznia 2014 w Londynie) – polski działacz podziemia niepodległościowego w czasie II wojny światowej. Kapitan Armii Krajowej (AK), a następnie podziemia antykomunistycznego w ramach  Zrzeszenia „Wolność i Niezawisłość”.
Od września 1942 r., był żołnierzem AK, w ramach którego odpowiadał za zbieranie informacji o osobach kolaborujących z okupantem niemieckim, a także wyszukiwał ukrywających się lotników z rozkazem przygotowania się do przerzutu na Zachód oraz brał udział w zdobywaniu i magazynowaniu broni. W 1945 r., został aresztowany przez Urząd Bezpieczeństwa. Po ucieczce przystąpił do Zrzeszenia „Wolność i Niezawisłość”. W 1946 r., skazany na dziesięć lat więzienia. Pochowany na Cmentarzu Wojskowym na Powązkach w Warszawie w kwaterze 18D-kolumbarium lewe B-4-1.

## Wybrane odznaczenia
- Krzyż Kawalerski Orderu Odrodzenia Polski (2008)[2]
- Złoty Medal Wojska Polskiego
- Krzyż Armii Krajowej
- Krzyż Partyzancki
- Brązowy Krzyż Zasługi (2000)[3]
- Srebrny Medal „Opiekun Miejsc Pamięci Narodowej”